# Sound Renovates A Structure
《Sound Renovates A Structure》는 아소토 유니온의 첫 번째 음반이다.

## 앨범소개
소울과 펑크음악에 대한 사랑 하나로 뭉친 유닛이자 드렁큰타이거, 다이나믹 듀오, 바비 킴, 에픽하이 등이 속해있는 힙합집단 무브먼트의 유일한 밴드였던 아소토 유니온의 데뷔작이자 유일무이한 앨범이다. 아프리카의 특정 부족이 제사 때 사용하는 북의 이름 ‘아소토’를 그룹명에 차용하였듯이 이들의 정통 흑인음악 구현에 대한 집착은 실로 엄청나다. 그리고 이러한 집착과 열정은 본작이 외국의 펑크 음반과 비교해도 손색없을 정도의 완성도를 지닌 걸작으로 탄생하는 데 원동력이 됐다. 특히, 감미로운 보컬이 어우러진 어반(Urban)한 감성의 타이틀곡 ‘Think About' Chu'를 비롯한 국내 최고의 트럼펫 연주가인 이주한이 멋진 연주로 조력한 ‘We Don't Stop', 국내의 독보적인 여성 래퍼이자 보컬리스트인 윤미래가 피처링한 ‘Blow Ma Mind’, 펑키한 드러밍 위로 ‘셋보다 나은 둘’ 다이나믹 듀오의 리드미컬한 랩핑이 얹힌 ‘Mad Funk Camp All Starz’등이 있다. 이 앨범 한 장을 끝으로 그룹은 해체했으며, 김반장과 윤갑열은 윈디 시티를, 임지훈과 김문희는 펑카프릭 & 부슷다라는 밴드를 결성하고 각자의 길을 갔다.

## 앨범세션
- "All Music composed , arranged & produced : asotounion
- All lyric,vocal arranged : 김반장
- All track Recorded & mixed : 양지훈,Asotounion
- Project supervisor : 김상원 for OMNIONE Inc.
- All music recorded & mixed : Asotounion's Home Studio
- Mastered : 전훈 at sonic korea
- Publicity : Master Plan production Inc."

## 수록곡
전체 작곡: 아소토 유니온
| #   | 제목                                                  | 작사      | 재생 시간 |
| --- | ----------------------------------------------------- | --------- | --------- |
| 1.  | 〈...Sound Renovates A Structure Intro〉              | -         | 1:57      |
| 2.  | 〈We Don't Stop〉 (featuring 이주한)                  | 김반장    | 4:32      |
| 3.  | 〈Make It Boogie (We've Got Funky Jazz)〉             | 김반장    | 4:38      |
| 4.  | 〈Liquid〉                                            | 임지훈    | 4:18      |
| 5.  | 〈Think About'Chu〉                                   | 김반장    | 4:41      |
| 6.  | 〈Dynamite〉                                          | 임지훈    | 3:19      |
| 7.  | 〈Blow Ma Mind〉 (featuring 윤미래)                   | 김반장    | 4:37      |
| 8.  | 〈Smood Feelin〉                                      | 김반장    | 4:28      |
| 9.  | 〈Mad Funk Camp All Starz〉 (featuring 다이나믹 듀오) | 최자/개코 | 4:23      |
| 10. | 〈A.U. Theme〉 (featuring Shadow)                     | 김반장    | 9:37      |

## 참조
1. ↑  평론가 강일권 K-POP 아카이브[깨진 링크(과거 내용 찾기)]